# Paul Vogel (Pädagoge, 1877)
Arndt Paul Vogel (* 9. November 1877 in Leipzig; † 4. Dezember 1960 in Berlin) war ein deutscher Lehrer und Lehrerausbilder. 
Vogel besuchte das Lehrerseminar Oschatz und wurde 1898 bis 1900 Hilfslehrer an den Bürgerschulen in Roßwein. Darauf studierte er an der Universität Leipzig acht Semester Philosophie, Pädagogik, Deutsch und Religion. Am 26. Oktober 1904 erwarb er die Kandidatur der Pädagogik. 1906 promovierte er beim Philosophen Johannes Volkelt über Johann Gottlieb Fichte und Pestalozzi. Von 1905 bis 1924 war ständiger Seminarlehrer in Bautzen. Von 1924 bis 1937 lehrte er als Dozent am Pädagogischen Institut Leipzig in der Ausbildung sächsischer Volksschullehrer. Im November 1933 unterzeichnete er das Bekenntnis der deutschen Professoren zu Adolf Hitler. Nach dem Zweiten Weltkrieg lebte er in West-Berlin. Seine Schriften betreffen die historische Pädagogik und die Methodik des Deutschunterrichts.

## Schriften
- Fichtes philosophisch-pädagogische Ansichten in ihrem Verhältnis zu Pestalozzi, Langensalza 1907 [=Leipziger Dissertation]
- Die Idee des deutschen Gymnasiums und ihre Verwirklichung, Langensalza 1922
- Hegels Gesellschaftsbegriff und seine geschichtliche Fortbildung durch Lorenz Stein, Marx, Engels und Lassalle, (Kant-Studien Ergänzungshefte, 59) Heise, Berlin 1925 (ND Vaduz 1978) ISBN 978-3289001920
- Die antinomische Problematik des pädagogischen Denkens, Leipzig 1925
- Methodik des Deutschunterrichts der Volksschule, Langensalza 1931
- Theodor Litt, de Gruyter, Berlin 1955

| Personendaten    | Personendaten                          |
| ---------------- | -------------------------------------- |
| NAME             | Vogel, Paul                            |
| ALTERNATIVNAMEN  | Vogel, Arndt Paul (vollständiger Name) |
| KURZBESCHREIBUNG | deutscher Lehrer und Lehrerausbilder   |
| GEBURTSDATUM     | 9. November 1877                       |
| GEBURTSORT       | Leipzig                                |
| STERBEDATUM      | 4. Dezember 1960                       |
| STERBEORT        | Berlin                                 |